# BPM (музыка)

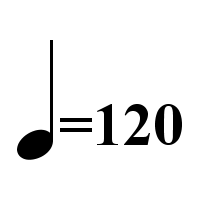
Знак для 120 BPM

BPM (bpm, англ. beats per minute — «удары в минуту») в музыке — показатель, определяющий скорость исполнения или воспроизведения композиции. BPM — это количество четвертных нот в минуту, например, 120 BPM означает, что в минуту играется 120 четвертных нот (следовательно, 2 четверти в секунду), или 120 четвертных ударов метронома в минуту.
Большинство произведений исполняется, записывается и воспроизводится в диапазоне от 30 до 240 BPM, более точные границы находятся в зависимости от жанра. Однако необходимо заметить, что скорость произведения зависит и от длительностей нoт; таким образом, целая нота со скоростью 120 BPM звучит быстрее, чем тридцать вторая со скоростью 2 BPM; верно и обратное — мелодия, написанная целыми нотами со скоростью 120 BPM, звучит медленнее, чем мелодия, написанная тридцать вторыми нотами, со скоростью 4 BPM. Таким образом, показатель BPM является относительным и скорость композиций сравнивать по нему имеет смысл только в близких жанрах со сходной договорённостью об использовании длительностей нот.